# Sąd powszechny
Treść tego artykułu należy opracować w taki sposób, aby nie uwypuklała nadmiernie polskiej specyfiki / aby nie zawężała się tylko do polskich warunków
 Po wyeliminowaniu niedoskonałości należy usunąć szablon {{Dopracować}} z tego artykułu.
Sąd powszechny – rodzaj sądu właściwy do rozstrzygania spraw niezastrzeżonych dla innych sądów.

## Sądy powszechne w Polsce
Do obecnego polskiego sądownictwa powszechnego należą sądy rejonowe, okręgowe i apelacyjne. Sądy powszechne rozstrzygają wszelkie sprawy z zakresu prawa karnego, cywilnego, rodzinnego i opiekuńczego oraz prawa pracy i ubezpieczeń społecznych, które nie są zastrzeżone dla innych sądów.
Wszystkich sędziów sądów powszechnych powołuje Prezydent Rzeczypospolitej Polskiej na wniosek Krajowej Rady Sądownictwa. Sądami kierują prezesi powoływani przez ministra sprawiedliwości oraz w zakresie finansowym i gospodarczym Dyrektorzy Sądów Apelacyjnych i Okręgowych oraz Dyrektorzy Sądów Rejonowych – powoływani przez ministra sprawiedliwości. Postępowanie sądowe oparte jest na zasadzie dwuinstancyjności. 
W Polsce funkcjonuje (stan na 12 lipca 2025 roku):
- 11 sądów apelacyjnych
- 47 sądów okręgowych
- 319 sądów rejonowych.